# Osiedle Zwięczyca
Osiedle Zwięczyca – osiedle nr XXVI miasta Rzeszowa, utworzone na mocy uchwały Rady Miasta z dnia 29 kwietnia 2008. Dnia 1 stycznia 2010 r. liczyło 3084 mieszkańców, a według stanu na dzień 10 maja 2019 r. osiedle zamieszkiwały 3494 osoby. Według stanu na 31 października 2019 r. osiedle liczyło 3517 mieszkańców. W znacznej mierze pokrywa się z dzielnicą Zwięczyca.